# Nicholas Higham
Pour les articles homonymes, voir Higham.
Nicholas John Higham est un mathématicien britannique né le 25 décembre 1961 à Salford et mort le 20 janvier 2024, membre de la Royal Society.
Il est analyste et Professeur titulaire de la chaire Richardson de Mathématiques Appliquées à la School of Mathematics de l'Université de Manchester,,,,.

## Formation scientifique
Nicholas Higham étudie à l'Université de Manchester, obtient son Baccalauréat universitaire ès sciences en 1982, sa Maîtrise universitaire ès sciences en 1983 et son doctorat en 1985,. Sa thèse de doctorat est supervisée par George Garfield Hall.

## Travaux
Higham est le directeur de la recherche à l'école de mathématiques, directeur de l'institut de Manchester pour les sciences mathématiques (MIMS), et chef du groupe d'analyse numérique. Il détient un Royal Society Wolfson Research Merit Award (2003–2008) et en 2006, il fait partie de l'institut pour l'information scientifique Highly Cited Researcher.
Higham est plus connu pour son travail sur la précision et la stabilité des algorithmes numériques, pour lesquelles il a développé une analyse à rebours de propagation des erreurs d'arrondis, qui repose sur l'arithmétique d'intervalles. Il a plus de 85 publications référencées,, traitant de divers sujets tels que l'analyse des erreurs d'arrondi, les systèmes linéaires, problème des moindres carrés, fonctions matricielles et équations matricielles non linéaires, estimation de condition des nombres, et problèmes de valeurs propres généralisées. Il a contribué au logiciel LAPACK, à la bibliothèque NAG et au code de la distribution MATLAB.
Higham est membre du comité éditorial de plusieurs revues : Forum of Mathematics, Foundations of Computational Mathematics, IMA Journal of Numerical Analysis, Linear Algebra and its Applications, Numerical Algorithms et SIAM Journal on Matrix Analysis and Applications.

## Publications
- Functions of Matrices: Theory and Computation (2008)[11]
- Accuracy and Stability of Numerical Algorithms[10]
- Handbook of Writing for the Mathematical Sciences[12]
- MATLAB Guide, co-écrit avec son frère Desmond Higham[13].

## Prix et récompenses
Higham a reçu le Alston S. Householder Award VI en 1987 pour la meilleure thèse de doctorat en algèbre numérique parue entre 1984 et 1987.
En 2008, il reçoit le prix Fröhlich en reconnaissance de « his leading contributions to numerical linear algebra and numerical stability analysis ».
En 1999, il a reçu le prix Whitehead décerné par la London Mathematical Society et en 1988 le prix Leslie Fox for Numerical Analysis.
Il est membre de la Royal Society depuis 2007.
En 2022 il reçoit le prix Hans-Schneider.